# Gordon Robertson
Gordon Robertson, född den 25 juni 1926 i Castlegar, död den 10 oktober 2019, var en kanadensisk ishockeyspelare.
Robertson blev olympisk guldmedaljör ishockey vid vinterspelen 1952 i Oslo.